# Nos femmes
Nos femmes is een Franse film uit 2015 onder regie van Richard Berry, die zelf een van de hoofdrollen speelt. 

## Verhaal
Max, Paul en Simon zijn al 35 jaar vrienden. Ze hebben een succesvolle carrière uitgebouwd, privé ging het niet altijd even goed. Op een avond hebben ze een afspraak om te kaarten bij Max. Simon komt helemaal overstuur toe en zegt dat hij tijdens een ruzie in een vlaag van woede zijn vrouw Estelle gewurgd heeft. Hij smeekt zijn twee vrienden hem te voorzien van een alibi zodat hij niet in de gevangenis belandt. Max en Paul aarzelen en weten niet wat te doen, liegen voor de rechter of hun beste vriend in de steek laten.

## Rolverdeling
| Acteur            | Personage |
| ----------------- | --------- |
| Richard Berry     | Max       |
| Daniel Auteuil    | Paul      |
| Thierry Lhermitte | Simon     |
| Pauline Lefèvre   | Estelle   |
| Mireille Perrier  | Karine    |
| Pascale Louange   | Magali    |
| Joséphine Berry   | Pascaline |

## Productie
De film is een adaptatie van het gelijknamig theaterstuk van Eric Assous dat voor de eerste maal op 24 september 2013 in het Théâtre de Paris werd opgevoerd. 